# Alophosia azorica
Alophosia azorica Cardot, 1905 é uma espécie de musgo da família Polytrichaceae.